# Jorge Lorenzo
Jorge Lorenzo Guerrero (* 4. května 1987 Palma de Mallorca) je bývalý španělský profesionální motocyklový závodník, pravidelný účastník mistrovství světa silničních motocyklů. V letech 2006 a 2007 se stal mistrem světa třídy do 250 cm³, v letech 2010 , 2012 a 2015 pak triumfoval i v nejprestižnější kategorii MotoGP.

## Kariéra
Jorge Lorenzo v seriálu mistrovství světa debutoval v den svých 15. narozenin, v druhý kvalifikační den na Velkou cenu Španělska v roce 2002, při čemž se nemohl účastnit pátečních tréninků, protože ještě neměl odpovídající věk, závodil v kubatuře do 125 cm³. V roce 2006 se stal mistrem světa třídy do 250 cm³, o rok později toto umístění zopakoval poté, co celý rok v celém seriálu s přehledem dominoval. Jeho vítězství v Misanu bylo jeho 16. v kariéře v kubatuře do 250 cm³, tím se v této kubatuře stal historicky nejúspěšnějším španělským jezdcem, překonal tím rekord Daniho Pedrosy a Sito Ponse.

### 2008
Pro rok 2008 byl spojován s Yamahou do královské třídy MotoGP, 25. července 2007 byl potvrzen jako týmový kolega Valentina Rossiho pro sezonu 2008. Lorenzo předvedl mimořádně úspěšný start do nové sezony v královské třídě, hned v prvním závodě, který se navíc konal za umělého osvětlení v noci, v Kataru se umístil na 2. místě. Následovala pole position a 3. místo při závodě v Jerezu ve Španělsku a celé to vyvrcholilo pole position a následným vítězstvím při závodě v portugalském Estorilu. Tím se stal nejmladším jezdcem v historii, který v nejsilnější kubatuře dosáhl v prvních třech závodech pódiového umístění. Lorenzo tak ve své premiérové sezoně v MotoGP ukázal velkou rychlost, ale zároveň i určitou nováčkovskou nevyrovnanost a nakonec se musel spokojit "až" se čtvrtým místem celkově.

### 2009
V sezoně 2009 Lorenzo regulérně bojoval s Valentinem Rossim o titul mistra světa. Ve známost vešly např. jejich souboje v Katalánsku, kde Rossi Lorenza předjel v poslední zatáčce, nebo v Brně, kde Lorenzo nakonec spadl 5 kol před cílem. Kvůli několika výpadkům se Lorenzo nakonec musel spokojit celkově až s druhým místem, svůj zatím poslední titul mistra světa získal Rossi.

### 2010
Lorenzův čas konečně nadešel v sezoně 2010. Rossi při čtvrtém závodě sezony v italském Mugellu spadl v tréninku, zlomil si pravou holeň a byl na čtyři závody mimo hru. Lorenzovi tak odpadl nejvážnější soupeř a své výhody naplno využil. V prvních devíti závodech sezony dojel pouze buď na prvním nebo druhém místě a i díky své neuvěřitelné konzistenci - jako jediný jezdec v poli dokončil všechny závody - mohl být tři závody před koncem sezony poprvé ve své kariéře korunován mistrem světa v nejvyšší kategorii MotoGP.

### 2011
V roce 2011 se musel Lorenzo sklonit před uměním podle svých vlastních slov "nadpřirozeně talentovaného" Caseyho Stonera, který po čtyřech letech opustil Ducati a podepsal dvouletý kontrakt s Hondou. Lorenzo se navíc ve warm-upu Velké ceny Austrálie zranil, přišel o kus prstu a do konce sezony již nenastoupil. I tak mu jeho výkony stačily k druhému místu celkově a tedy i neoficiálnímu titulu vicemistra. Sezona byla poznamenána tragickým úmrtím Marka Simoncelliho v Sepangu - malajsijský závod byl kvůli tomu zrušen. Valentino Rossi nebyl po nástupu k Ducati tuto ani následující sezonu pro Lorenza vážným soupeřem.

### 2012
Návrat na výsluní čekal Lorenza v roce 2012. Nejvážnějším soupeřem pro něj tentokrát byl jeho španělský kolega Dani Pedrosa, Stoner byl po pádu v kvalifikaci na Velkou ceny Indianapolis na tři závody mimo hru a tudíž nemohl vážněji zasáhnout do boje o titul. Při závodě v Assenu sestřelil Lorenza v první zatáčce Álvaro Bautista, podobnou smůlu však měl i Pedrosa, kterého v Misanu srazil Héctor Barberá. Nakonec o titulu rozhodl Pedrosův pád v Austrálii. Lorenzo tak jeden závod před koncem sezony mohl slavit zisk svého druhého titulu mistra světa v kategorii MotoGP.

### 2013
V sezoně 2013 čelil Lorenzo poprvé talentovanému nováčkovi Marku Márquezovi, jenž u tovární Hondy nahradil Caseyho Stonera, který ve svých 27 letech ukončil kariéru. Lorenzo začal sezonu úspěšně, zvítězil v úvodním závodě v Kataru a i dále se mu dařilo. Pak ale přišel pád v deštivém čtvrtečním tréninku na Velkou cenu Nizozemska v Assenu, při kterém si zlomil klíční kost. V sobotním závodě ale podal Lorenzo heroický výkon a i přes své zranění dojel na pátém místě. Jenže potom přišel další pád hned o následujícím závodním víkendu na Sachsenringu, kde si Lorenzo v tréninku obnovil své zranění z Assenu a pro tentokrát musel už definitivně závod vynechat. Poprvé v sezoně se do celkového vedení dostal Márquez. Ten pak vítězil i v dalších závodech a už se zdálo, že si pro titul dojede bez větších problémů, ale potom přišla Velká cena Austrálie na Phillip Islandu, kde Lorenzo v chaotickém závodě zvítězil, zatímco Márquez byl diskvalifikován. Tím se Lorenzo na Márqueze opět dotáhl a měl stále šanci bojovat o celkový triumf. O titulu se nakonec rozhodovalo až v posledním závodě ve Valencii. Lorenzo od začátku kontroloval celý závod s obrovskou převahou, ale ani to mu k titulu nestačilo, protože Márquez dojel na třetím místě, o čtyři body celkově Lorenza porazil a získal tak svůj první titul mistra světa ve třídě MotoGP. Lorenzo tedy potřetí v kariéře skončil celkově druhý.

### 2014
Šanci na reparát měl Lorenzo v sezoně následující, jenže do té vstoupil špatně. V úvodním závodě v Kataru spadl a v následujícím závodě v americkém Austinu předčasně vystartoval a byl penalizován průjezdem boxy, což ho posunulo až na desáté místo v cíli. I v dalších závodech byly jeho výkony nevyrovnané a v deštivém Assenu dojel dokonce až na třináctém místě. Márquez byl mezitím zcela dominantní, všechny dosavadní závody vyhrál a v polovině sezony už na něj měl Lorenzo manko 128 bodů. Druhá polovina sezony ale byla v Lorenzově podání výrazně úspěsnější – dočkal se vítězství v Aragonii a v Motegi, navíc i Márquez začal chybovat, ale i tak to Lorenzovi nestačilo na více než na třetí místo, když se musel sklonit nejen před Márquezem, ale i před Rossim, který se opět dostával do své staré formy.

## Statistika
| Rok    | Kategorie | Motocykl        | Závody | Vítězství | Pódia | Pole position | Body | Pozice           |
| ------ | --------- | --------------- | ------ | --------- | ----- | ------------- | ---- | ---------------- |
| 2002   | 125 cm³   | Derbi RS 125    | 14     | 0         | 0     | 0             | 21   | 21.              |
| 2003   | 125 cm³   | Derbi RS 125    | 16     | 1         | 2     | 1             | 79   | 12.              |
| 2004   | 125 cm³   | Derbi RSA 125   | 16     | 3         | 7     | 2             | 179  | 4.               |
| 2005   | 250 cm³   | Honda RS250RW   | 15     | 0         | 6     | 4             | 167  | 5.               |
| 2006   | 250 cm³   | Aprilia RSW 250 | 16     | 8         | 11    | 10            | 289  | Zlatá medaile    |
| 2007   | 250 cm³   | Aprilia RSW 250 | 17     | 9         | 12    | 9             | 312  | Zlatá medaile    |
| 2008   | MotoGP    | Yamaha YZR-M1   | 17     | 1         | 6     | 4             | 190  | 4.               |
| 2009   | MotoGP    | Yamaha YZR-M1   | 17     | 4         | 12    | 5             | 216  | Stříbrná medaile |
| 2010   | MotoGP    | Yamaha YZR-M1   | 18     | 9         | 16    | 7             | 383  | Zlatá medaile    |
| 2011   | MotoGP    | Yamaha YZR-M1   | 15     | 3         | 10    | 2             | 260  | Stříbrná medaile |
| 2012   | MotoGP    | Yamaha YZR-M1   | 18     | 6         | 16    | 7             | 350  | Zlatá medaile    |
| 2013   | MotoGP    | Yamaha YZR-M1   | 17     | 8         | 14    | 4             | 330  | Stříbrná medaile |
| 2014   | MotoGP    | Yamaha YZR-M1   | 18     | 2         | 11    | 1             | 263  | Bronzová medaile |
| 2015   | MotoGP    | Yamaha YZR-M1   | 18     | 7         | 12    | 5             | 330  | Zlatá medaile    |
| Celkem |           |                 | 232    | 61        | 135   | 61            | 3369 |                  |

## Kompletní výsledky Jorge Lorenza
| Legenda k tabulce | Legenda k tabulce                                                                       |
| Barva             | Výsledek                                                                                |
| ----------------- | --------------------------------------------------------------------------------------- |
| Zlatá             | Vítěz                                                                                   |
| Stříbrná          | 2. místo                                                                                |
| Bronzová          | 3. místo                                                                                |
| Zelená            | Bodované umístění                                                                       |
| Modrá             | Nebodované umístění                                                                     |
| Modrá             | Dokončil neklasifikován (NC)                                                            |
| Fialová           | Odstoupil (Ret)                                                                         |
| Červená           | Nekvalifikoval se (DNQ)                                                                 |
| Červená           | Nepředkvalifikoval se (DNPQ)                                                            |
| Černá             | Diskvalifikován (DSQ)                                                                   |
| Bílá              | Nestartoval (DNS)                                                                       |
| Bílá              | Závod zrušen (C)                                                                        |
| Světle modrá      | Pouze trénoval (PO)                                                                     |
| Světle modrá      | Páteční testovací jezdec (TD)                                                           |
| Bez barvy         | Netrénoval (DNP)                                                                        |
| Bez barvy         | Vyřazen (EX)                                                                            |
| Bez barvy         | Nepřijel (DNA)                                                                          |
| Bez barvy         | Odvolal účast (WD)                                                                      |
| Bez barvy         | Nezúčastnil se (prázdné)                                                                |
| Označení          | Význam                                                                                  |
| Tučnost           | Pole position                                                                           |
| Kurzíva           | Nejrychlejší kolo                                                                       |
| †                 | Jezdec nedojel do cíle, ale byl klasifikován, protože odjel více než 90 % délky závodu. |
| ‡                 | Byl udělován poloviční počet bodů, protože bylo odjeto méně než 75 % délky závodu.      |
| Horní index       | Umístění bodujících jezdců ve sprintu                                                   |

| Rok  | Třída   | Tým                      | Továrna | 1       | 2       | 3       | 4       | 5       | 6       | 7       | 8       | 9       | 10      | 11      | 12     | 13      | 14      | 15      | 16      | 17      | 18      | Body | Umístění  |
| ---- | ------- | ------------------------ | ------- | ------- | ------- | ------- | ------- | ------- | ------- | ------- | ------- | ------- | ------- | ------- | ------ | ------- | ------- | ------- | ------- | ------- | ------- | ---- | --------- |
| 2002 | 125 cm³ | Caja Madrid Derbi Racing | Derbi   |         |         | ESP 22  | FRA 19  | ITA 20  | CAT 14  | NED 16  | GBR 13  | GER 17  | CZE 20  | POR Ret | BRA 7  | MOT 9   | MAL 20  | AUS Ret | VAL 22  |         |         | 21   | 21. místo |
| 2003 | 125 cm³ | Caja Madrid Derbi Racing | Derbi   | JPN Ret | RSA 24  | ESP 15  | FRA DNS | ITA Ret | CAT 6   | NED Ret | GBR Ret | GER 21  | CZE 12  | POR 6   | BRA 1  | MOT Ret | MAL 3   | AUS 8   | VAL 11  |         |         | 79   | 12. místo |
| 2004 | 125 cm³ | Caja Madrid Derbi Racing | Derbi   | RSA 16  | SPA Ret | FRA 3   | ITA 10  | CAT 5   | NED 1   | BRA Ret | GER 6   | GBR 3   | CZE 1   | POR 3   | JPN 7  | QAT 1   | MAL Ret | AUS 2   | VAL Ret |         |         | 179  | 4. místo  |
| 2005 | 250 cm³ | Fortuna Lotus Honda      | Honda   | SPA 6   | POR 10  | CHN 9   | FRA 5   | ITA 2   | CAT Ret | NED 3   | GBR 8   | GER Ret | CZE 2   | JPN Ret | MAL EX | QAT 2   | AUS 3   | TUR 4   | VAL 2   |         |         | 167  | 5. místo  |
| 2006 | 250 cm³ | Fortuna Lotus Aprilia    | Aprilia | SPA 1   | QAT 1   | TUR Ret | CHN 4   | FRA Ret | ITA 1   | CAT 2   | NED 1   | GBR 1   | GER 3   | CZE 1   | MAL 1  | AUS 1   | JPN 3   | POR 5   | VAL 4   |         |         | 289  | 1. místo  |
| 2007 | 250 cm³ | Fortuna Lotus Aprilia    | Aprilia | QAT 1   | SPA 1   | TUR 2   | CHN 1   | FRA 1   | ITA 8   | CAT 1   | GBR Ret | NED 1   | GER 4   | CZE 1   | SMR 1  | POR 3   | JPN 11  | AUS 1   | MAL 3   | VAL 7   |         | 312  | 1. místo  |
| 2008 | MotoGP  | Fiat Yamaha Team         | Yamaha  | QAT 2   | SPA 3   | POR 1   | CHN 4   | FRA 2   | ITA Ret | CAT     | GBR 6   | NED 6   | GER Ret | USA Ret | CZE 10 | SMR 2   | IND 3   | JPN 4   | AUS 4   | MAL Ret | VAL 8   | 190  | 4. místo  |
| 2009 | MotoGP  | Fiat Yamaha Team         | Yamaha  | QAT 3   | JPN 1   | SPA Ret | FRA 1   | ITA 2   | CAT 2   | NED 2   | USA 3   | GER 2   | GBR Ret | CZE Ret | IND 1  | SMR 2   | POR 1   | AUS Ret | MAL 4   | VAL 3   |         | 261  | 2. místo  |
| 2010 | MotoGP  | Fiat Yamaha Team         | Yamaha  | QAT 2   | SPA 1   | FRA 1   | ITA 2   | GBR 1   | NED 1   | CAT 1   | GER 2   | USA 1   | CZE 1   | IND 3   | SMR 2  | ARA 4   | JPN 4   | MAL 3   | AUS 2   | POR 1   | VAL 1   | 383  | 1. místo  |
| 2011 | MotoGP  | Yamaha Racing            | Yamaha  | QAT 2   | SPA 1   | POR 2   | FRA 4   | CAT 2   | GBR Ret | NED 6   | ITA 1   | GER 2   | USA 2   | CZE 4   | IND 4  | RSM 1   | ARA 3   | JPN 2   | AUS DNS | MAL     | VAL     | 260  | 2. místo  |
| 2012 | MotoGP  | Yamaha Racing            | Yamaha  | QAT 1   | SPA 2   | POR 2   | FRA 1   | CAT 1   | GBR 1   | NED Ret | GER 2   | ITA 1   | USA 2   | IND 2   | CZE 2  | RSM 1   | ARA 2   | JPN 2   | MAL 2   | AUS 2   | VAL Ret | 350  | 1. místo  |
| 2013 | MotoGP  | Yamaha Racing            | Yamaha  | QAT 1   | AME 3   | SPA 3   | FRA 7   | ITA 1   | CAT 1   | NED 5   | GER DNS | USA 6   | IND 3   | CZE 3   | GBR 1  | RSM 1   | ARA 2   | MAL 3   | AUS 1   | JPN 1   | VAL 1   | 330  | 2. místo  |
| 2014 | MotoGP  | Movistar Yamaha Racing   | Yamaha  | QAT Ret | AME 10  | ARG 3   | SPA 4   | FRA 6   | ITA 2   | CAT 4   | NED 13  | GER 3   | IND 2   | CZE 2   | GBR 2  | RSM 2   | ARA 1   | JPN 1   | AUS 2   | MAL 3   | VAL Ret | 263  | 3. místo  |
| 2015 | MotoGP  | Movistar Yamaha Racing   | Yamaha  | QAT 4   | AME 4   | ARG 5   | SPA 1   | FRA 1   | ITA 1   | CAT 1   | NED 3   | GER 4   | IND 2   | CZE 1   | GBR 4  | RSM Ret | ARA 1   | JPN 3   | AUS 2   | MAL 2   | VAL 1   | 330  | 1. místo  |